# Alchemilla atrovirens
Alchemilla atrovirens es una especie de planta del género Alchemilla, perteneciente a la familia Rosaceae.

## Taxonomía
Alchemilla atrovirens fue descrita por Buser ex Jaquet en 1905.

## Distribución
Se encuentra en el territorio de Francia, Italia y Suiza.